# محمود الصلح
محمود الصلح هو خبير اقتصادي وخبير في العلوم الوراثية، ويشغل حاليًا منصب المدير العام للمركز الدولي للبحوث الزراعية في المناطق الجافة إيكاردا ومقره الحالي في بيروت لبنان، بعد أن كان في مدينة حلب السورية، وهو من مواليد مدينة بيروت اللبنانية.

## دراسته ومسيرته المهنية
حصل الصلح على ماجستير في العلوم الزراعية من الجامعة الأمريكية في بيروت عام 1972م، كما حصل على درجة الدكتوراه في علم الوراثة من جامعة كاليفورنيا (دافيس) في الولايات المتحدة الأمريكية عام 1978م، وقد نشر عددًا من المنشورات العلمية ولديه خبرة في جمع الأموال. وقد اكتسب معرفة بالبحوث الزراعية الوطنية ونظم التنمية في منطقة وسط وغرب آسيا وشمال أفريقيا (CWANA) وخارجها.
لقد ركزت أعمال الصلح على البحث والتطوير في المجال الزراعي للمناطق الجافة منذ عام 1972م عندما بعدها أصبح أحد موظفي برنامج تنمية الأراضي القاحلة (ALAD) في الشرق الأدنى.
تسلم بعدها منصب مساعد المدير العام للتعاون الدولي في إيكاردا بين عامي (1997 - 2002)، ثم تسلم إدارة قسم الإنتاج النباتي ووقايته في منظمة الفاو بين عامي (2002 - 2006)، ثم عاد إلى ايكاردا ليتسلم منصب المدير العام للمركز الدولي للبحوث الزراعية في المناطق الجافة إيكاردا، وخلال مسيرته المهنية كاملة ركزت أنشطته على المساهمة في تحسين واقع الأمن الغذائي، وتخفيف حدة الفقر، وتطوير النظم الزراعية المستدامة؛ وتخطيط وتنفيذ وتقييم البحوث الزراعية من أجل التنمية؛ وبناء القدرات وتنمية الموارد البشرية في النظم الزراعية الوطنية؛ وتعزيز التعاون بين الشمال والجنوب وبين الجنوب والجنوب.